# Schleswig-Holstein
Pour les articles homonymes, voir Schleswig et Holstein (homonymie).
Cet article concerne le Land allemand. Pour le cuirassé, voir SMS Schleswig-Holstein.
Le Schleswig-Holstein [ ʃlɛs̪ˑviɡˑɔlˑʃt̪ain] (prononcé en allemand [ˌʃleːsvɪç ˈhɔlʃtaɪ̯n] ; parfois francisé Slesvig-Holsace[réf. nécessaire], depuis le latin Sliasvig-Holsatia) est l'un des seize Länder composant l'Allemagne.
État fédéré le plus septentrional du pays, il est le neuvième en nombre d'habitants et le douzième pour la superficie. Sa capitale est Kiel et son ministre-président Daniel Günther.

## Dénominations locales
En bas allemand il est appelé Sleswig-Holsteen, en danois Slesvig-Holsten et en frison septentrional Slaswik-Holstiinj.

## Géographie

### Présentation
Géographiquement, le Schleswig-Holstein se compose de la partie méridionale de la péninsule cimbrienne (Jutland) et d'une partie de la plaine d'Allemagne du Nord.
Le Land du Schleswig-Holstein est le carrefour de l’Allemagne vers la Scandinavie et en particulier vers le Danemark, avec une superficie de 15 780 km2 et 2,9 millions d’habitants. Situé entre la mer du Nord et la mer Baltique, il est délimité au nord par le Danemark et au sud par l’Elbe. Il jouxte les Länder du Mecklembourg-Poméranie-Occidentale, de Basse-Saxe et de Hambourg. Le Land est composé de deux entités historiques : les anciens duchés de Schleswig et de Holstein, séparés à la hauteur du canal de Kiel, qui relie les deux mers.

### Subdivisions administratives
En dessous de l’administration centrale de Kiel, le Land du Schleswig-Holstein est composé de quatre villes-arrondissements et d'onze arrondissements.
Les quatre villes-arrondissements (kreisfreie Städte) du Schleswig-Holstein sont :
1. Kiel ;
2. Lübeck ;
3. Flensburg ;
4. Neumünster.

Les onze arrondissements (Kreise) du Schleswig-Holstein sont :

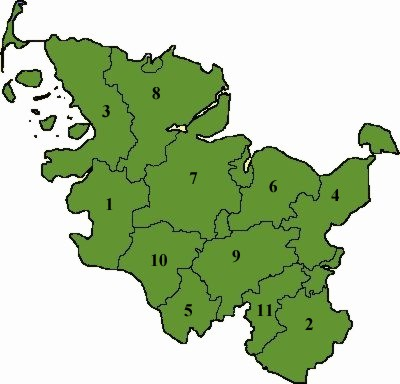
Arrondissements.

1. Dithmarse ;
2. Herzogtum Lauenburg ;
3. Frise du Nord ;
4. Holstein de l'Est ;
5. Pinneberg ;
6. Plön ;
7. Rendsburg-Eckernförde ;
8. Schleswig-Flensburg ;
9. Segeberg ;
10. Steinburg ;
11. Stormarn.

### Grandes villes et communes
| Ville/ Commune   | Arrondissement              | Population 31 décembre 2000 | Population 31 décembre 2017 |
| ---------------- | --------------------------- | --------------------------- | --------------------------- |
| Kiel             | Kiel (ville autonome)       | 232 612                     | 247 943                     |
| Lübeck           | Lübeck (ville autonome)     | 213 399                     | 216 318                     |
| Flensburg        | Flensburg (ville autonome)  | 84 281                      | 88 519                      |
| Neumünster       | Neumünster (ville autonome) | 79 831                      | 79 335                      |
| Norderstedt      | Segeberg                    | 71 523                      | 78 679                      |
| Elmshorn         | Pinneberg                   | 47 391                      | 48 279                      |
| Pinneberg        | Pinneberg                   | 39 423                      | 43 155                      |
| Wedel            | Pinneberg                   | 32 060                      | 33 347                      |
| Ahrensburg       | Stormarn                    | 29 117                      | 33 305                      |
| Itzehoe          | Steinburg                   | 33 549                      | 31 848                      |
| Geesthacht       | Herzogtum Lauenburg         | 29 106                      | 30 407                      |
| Rendsburg        | Rendsburg-Eckernförde       | 29 321                      | 28 789                      |
| Henstedt-Ulzburg | Segeberg                    | 24 950                      | 28 056                      |
| Reinbek          | Stormarn                    | 24 570                      | 27 409                      |
| Schleswig        | Schleswig-Flensburg         | 25 093                      | 25 118                      |
| Bad Oldesloe     | Stormarn                    | 23 314                      | 24 964                      |
| Husum            | Nordfriesland               | 20 994                      | 23 274                      |
| Eckernförde      | Rendsburg-Eckernförde       | 23 304                      | 21 979                      |
| Heide            | Dithmarse                   | 20 530                      | 21 699                      |
| Kaltenkirchen    | Segeberg                    | 18 081                      | 21 386                      |
| Quickborn        | Pinneberg                   | 19 875                      | 21 056                      |

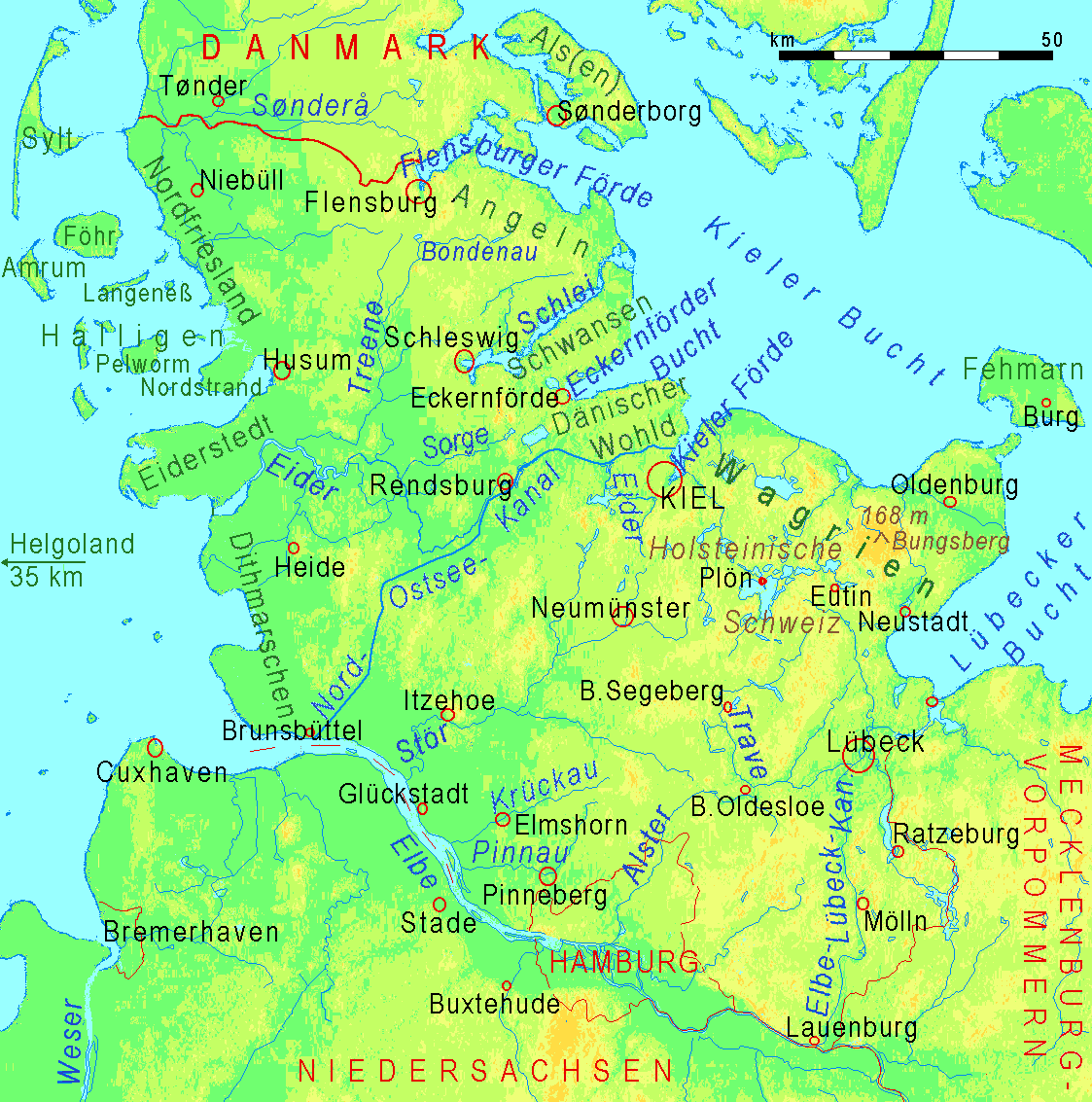
Géographie physique.

Avec seulement 284 habitants (31 décembre 2018) et d'une superficie de 0,45 km2, Arnis (arrondissement de Schleswig-Flensbourg), située sur une presqu'île de la rive gauche de la Schlei, est la moins peuplée et la plus petite des villes de toute l'Allemagne.

Lübeck a toujours joué un rôle particulier dans le Schleswig-Holstein. L'arrière-pays réel était le Mecklembourg. Néanmoins, la porte de Holstein est considérée par beaucoup comme un emblème du Land.

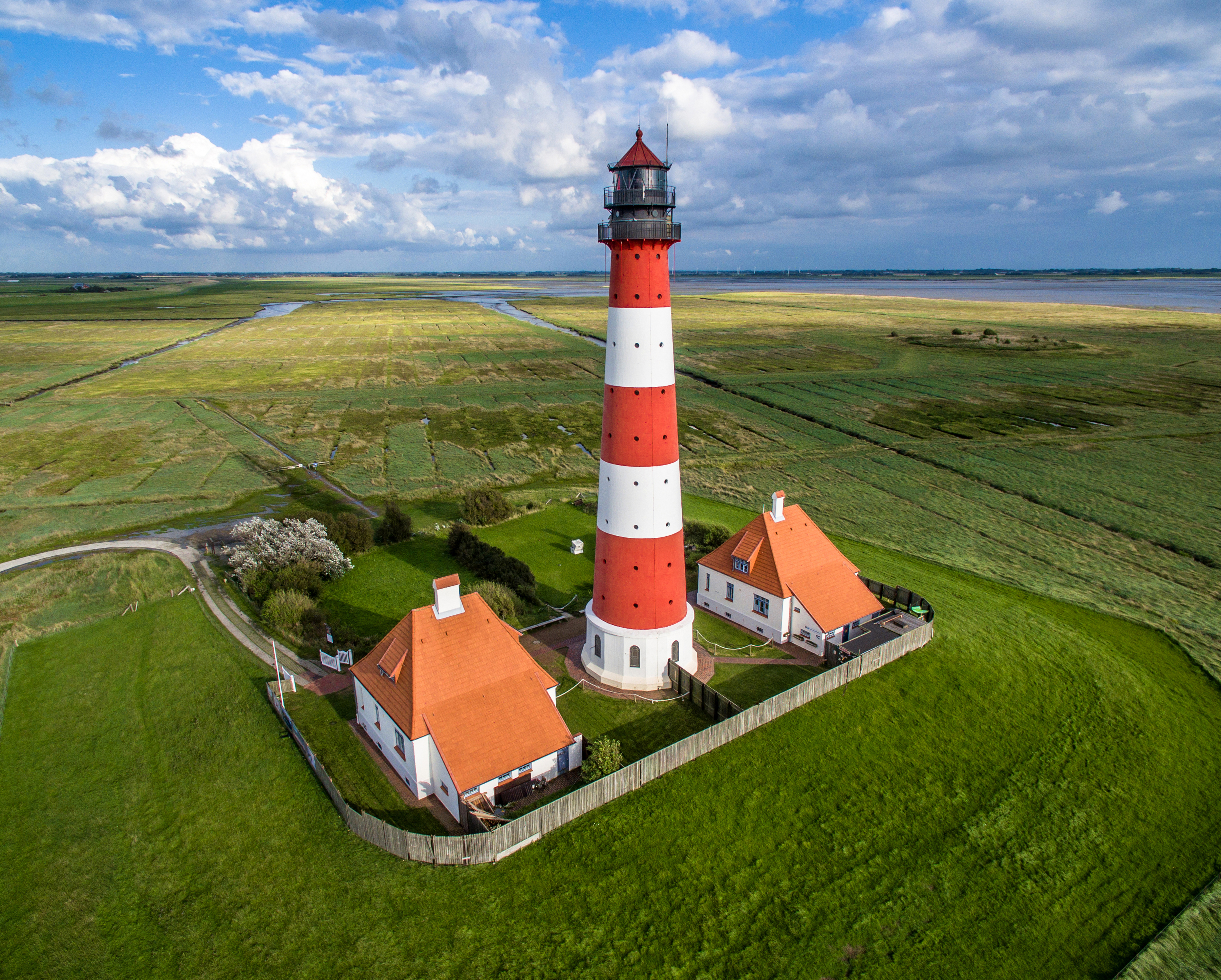
Un symbole du Schleswig-Holstein : le phare de Westerheversand.

### Paysages
Le paysage du Schleswig-Holstein est divisé d'ouest en est en trois parties : le Marsch (marais maritime), le haut et le bas Geest et la basse montagne du Schleswig-Holstein (également appelées Östliches Hügelland). Ce paysage, ainsi que le Geest, s'est formé au cours de la dernière glaciation sous la forme d'un paysage de moraine terminale. Plus à l'est se trouve l'île de Fehmarn, qui appartient également au Land et qui a été formée comme une moraine de fond pendant la dernière période glaciaire. La plus grande rivière de l'État est l'Eider, la plus haute montagne est le Bungsberg (168 m).
La côte ouest est caractérisée par des vasières, avec de nombreux Halligen au large dans la partie nord (Frise du Nord) en plus des îles de Frise du Nord. La péninsule d'Eiderstedt s'avance plus loin dans la mer. Les noms de paysages de la Wiedingharde et de la Bökingharde n'ont été conservés (jusqu'en 2007) que comme noms de deux districts. Au sud de celle-ci, et déjà en partie dans la région de Geest, se trouve la Nordergoesharde entre les rivières Soholmer Au et Arlau, et la Südergoesharde entre cette dernière et Husumer Mühlenau. Ce dernier est en grande partie un paysage de geest (à l'exception de Hattstedtermarsch). L'île d'Heligoland, située plus à l'ouest dans la baie allemande et faisant partie de la mer du Nord, appartient également au Schleswig-Holstein.
Au sud de la Frise du Nord, entre les estuaires de l'Eider et de l'Elbe, se trouve le paysage de Dithmarse, qui se compose des zones de Norderdithmarschen et de Süderdithmarschen. Viennent ensuite les marais de l'Elbe avec le Wilstermarsch et le Kremper Marsch.
La côte est, qui est également très fertile, est découpée par des fjords et des baies en péninsules vallonnées d'Angeln, Schwansen, Dänischer Wohld et Wagrie. Le paysage autour des grands lacs du Holstein est appelé la Suisse holsteinoise. Le paysage du Hüttener Berge se trouve à l'intérieur des terres, à la frontière avec le Geest.
Le Geest elle-même n'a pu être développée que tardivement en raison des sols impropres à l'agriculture : même les tentatives de colonisation des landes et des bruyères au XVIIIe siècle peuvent encore être considérées comme un échec. Les paysages traditionnels y sont aussi peu nombreux. La Schleswigsche Geest sur l'isthme entre la Schlei et l'Eider, qui fut très tôt importante pour le trafic, avec la Südergoesharde déjà mentionnée et le paysage de Stapelholm sont particulièrement à signaler. Près de Neumünster se trouve le parc naturel d'Aukrug et à l'est de Hambourg le paysage de Stormarn, dont la partie orientale forme aujourd'hui l'arrondissement de Stormarn. Par rapport aux autres États, le Schleswig-Holstein est faiblement boisé, les forêts ne couvrant qu'environ 11 % de la superficie du Land.

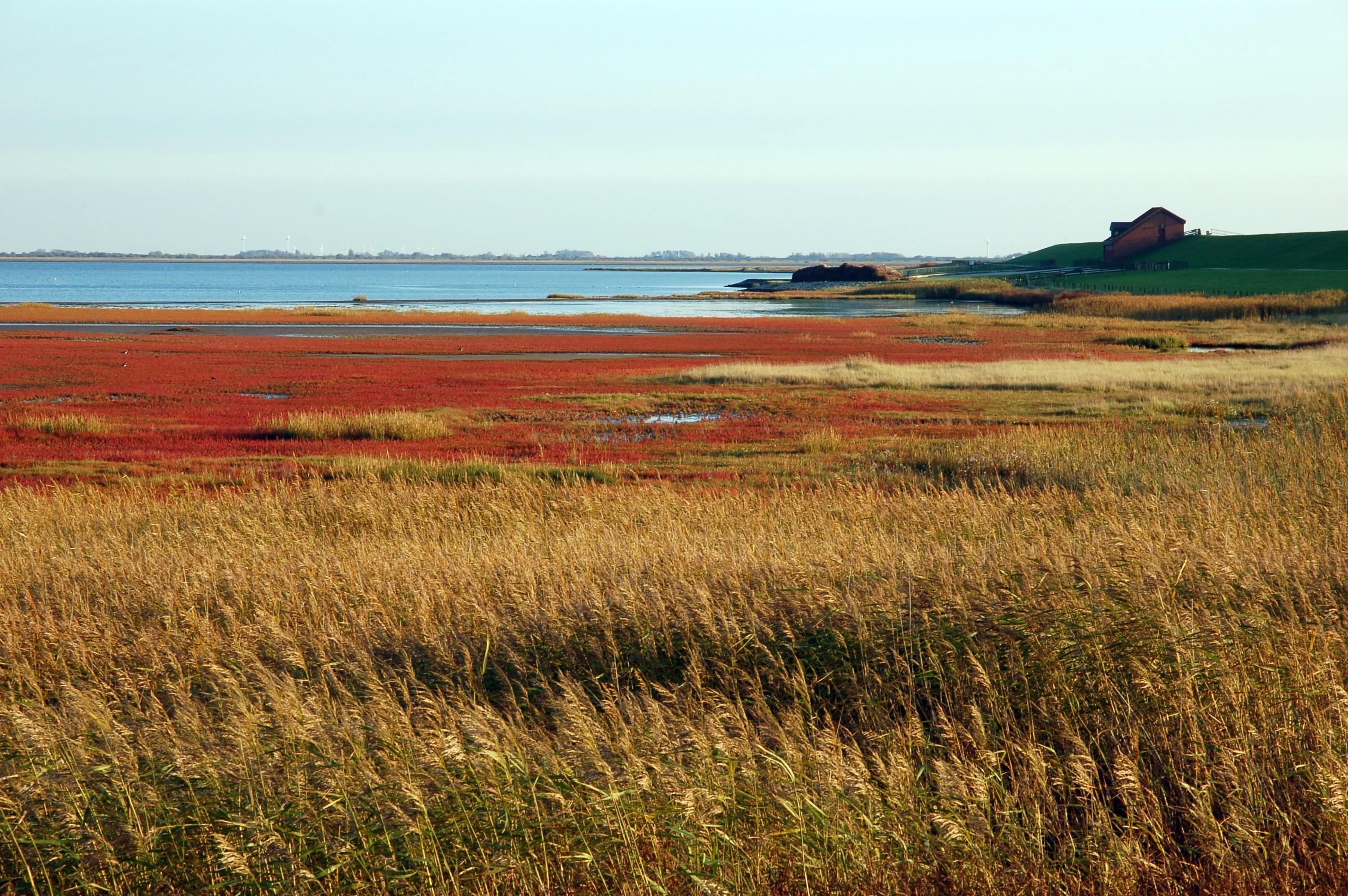
Terre-plein dans le Beltringharder Koog.
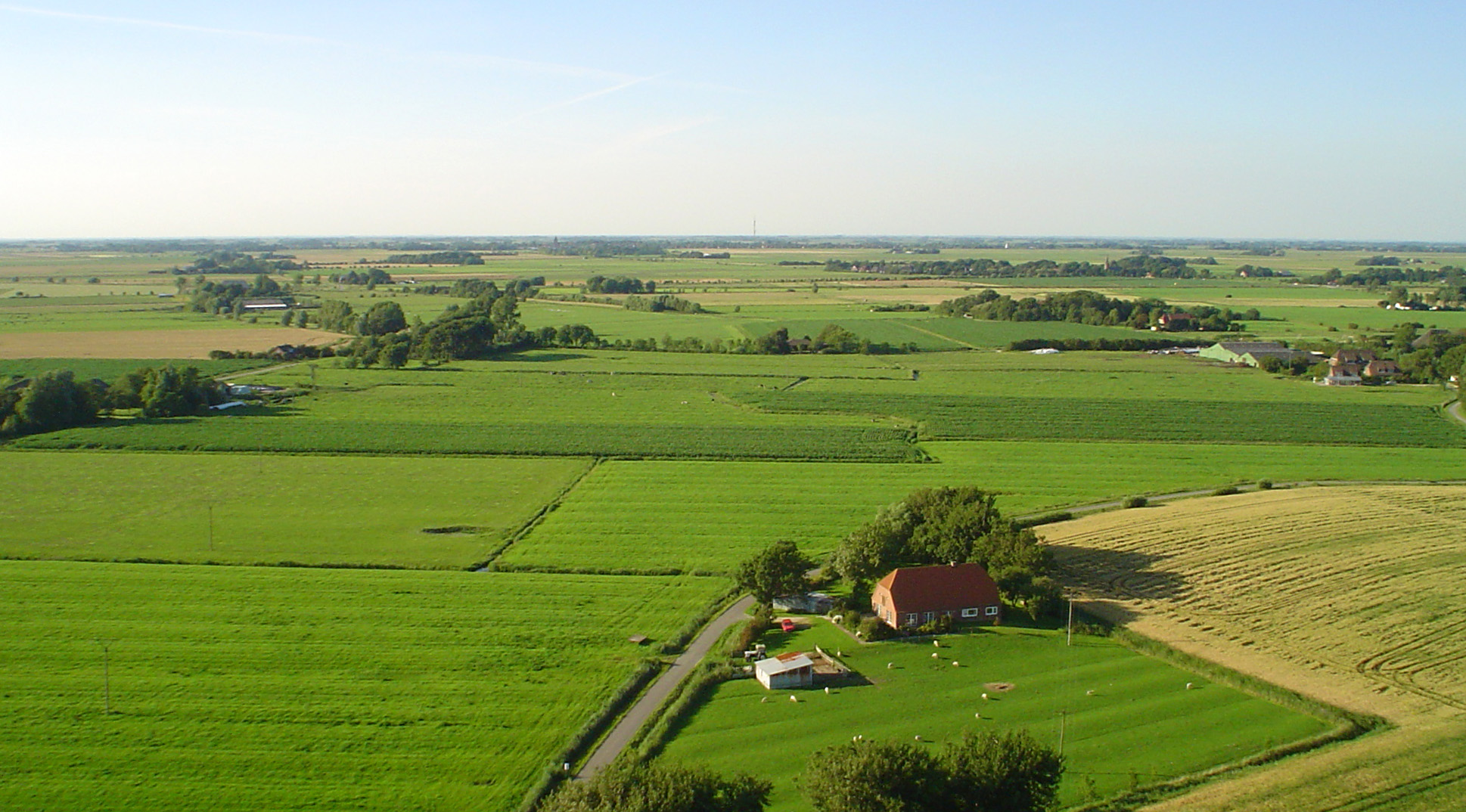
Marsch (Marais maritime) sur Eiderstedt.
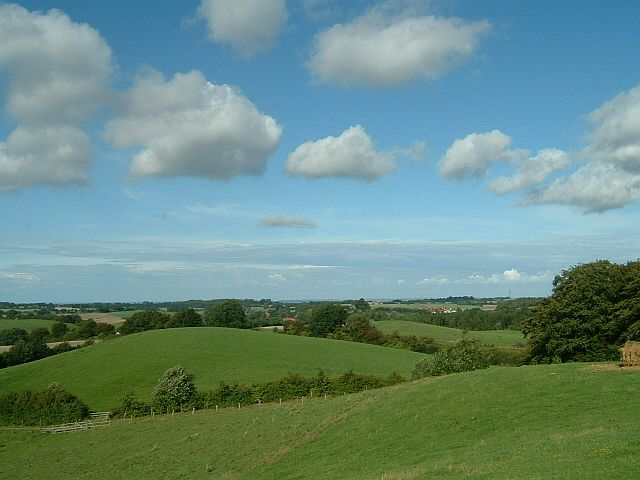
Basse montagne du Holstein oriental.
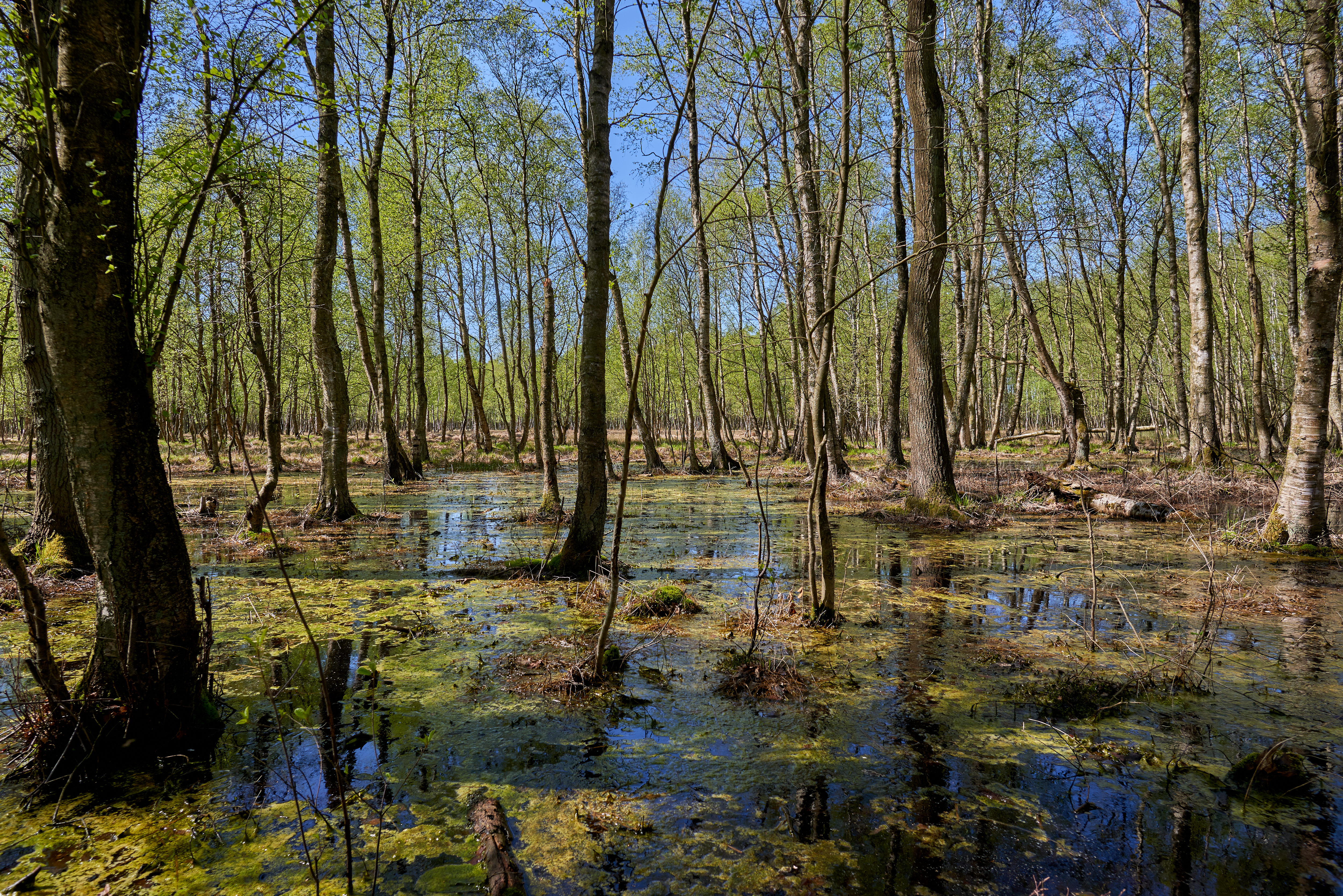
Forêt tempérée humide à proximité d'une zone de tourbière dans la réserve naturelle de Kaltenhofer Moor dans le Schleswig-Holstein. Mai 2018.

### Environnement
Le Land est situé sur une importante zone de connectivité biologique (corridors de migration aviaire, et corridors subaquatiques reliant notamment la mer Baltique à la Manche/mer du Nord), importante pour le réseau écologique paneuropéen et le projet de ceinture verte européenne.
Le littoral et les fonds marins pourraient cependant être affectés par plusieurs séquelles de guerre, dont une source potentielle de pollution qui sont les dépôts de munitions immergées après les guerres mondiales, et les épaves contenant des munitions et d'autres polluants. Cette question fait l'objet d'une évaluation environnementale et concernant la sécurité maritime (navigation, pêche, plongée sous-marine…) suivie par le ministère de l'Agriculture, de l'environnement et des zones rurales. Dans cette région, pour les besoins de la reconstruction, des quantités importantes de munitions avaient déjà été récupérée (dans les années 1950 et 1960). Une étude a en 1996 porté sur les produits libérés dans cette région ou en mer baltique par l'explosion sous l'eau d'explosifs ou munitions immergées.
Le Land héberge le parc national de la mer des Wadden du Schleswig-Holstein, le plus grand parc national d'Europe centrale, dont une partie est également désignée comme réserve de biosphère. En outre, avec les réserves naturelles « Hohes Elbufer zwischen Tesperhude und Lauenburg » et « Lauenburger Elbvorland » comme zones centrales, une partie, bien que petite, de la réserve de biosphère du paysage de l'Elbe est située dans le Schleswig-Holstein.
Au total, 189 zones de conservation de la nature et 275 zones de conservation du paysage ont été désignées par des ordonnances du Land au cours des 80 dernières années. Si l'on exclut le parc national, ces zones couvrent 2 000 km2, dont environ 1 600 km2 sont des zones marines ou des vasières. Les associations de protection de la nature gèrent souvent les zones sur la base d'un contrat avec le Land. Il existe en outre six parcs naturels : le parc naturel de Schlei, le parc naturel de Hüttener Berge, le parc naturel de Westensee, le parc naturel d'Aukrug, le parc naturel de Holsteinische Schweiz et le parc naturel des lacs de Lauenbourg. Aucun ne comprend de zones marines ou côtières. La réserve de biosphère de Schaalsee jouxte directement le parc naturel des lacs de Lauenburg, dans le Mecklembourg-Poméranie-Occidentale.
La colonie de hérons cendrés de Haseldorf, une zone de conservation des espèces à Haseldorf, dans l'arrondissement de Pinneberg, est à noter. Il s'agit de la plus grande et de l'une des plus importantes colonies de reproduction du héron cendré dans le Schleswig-Holstein.

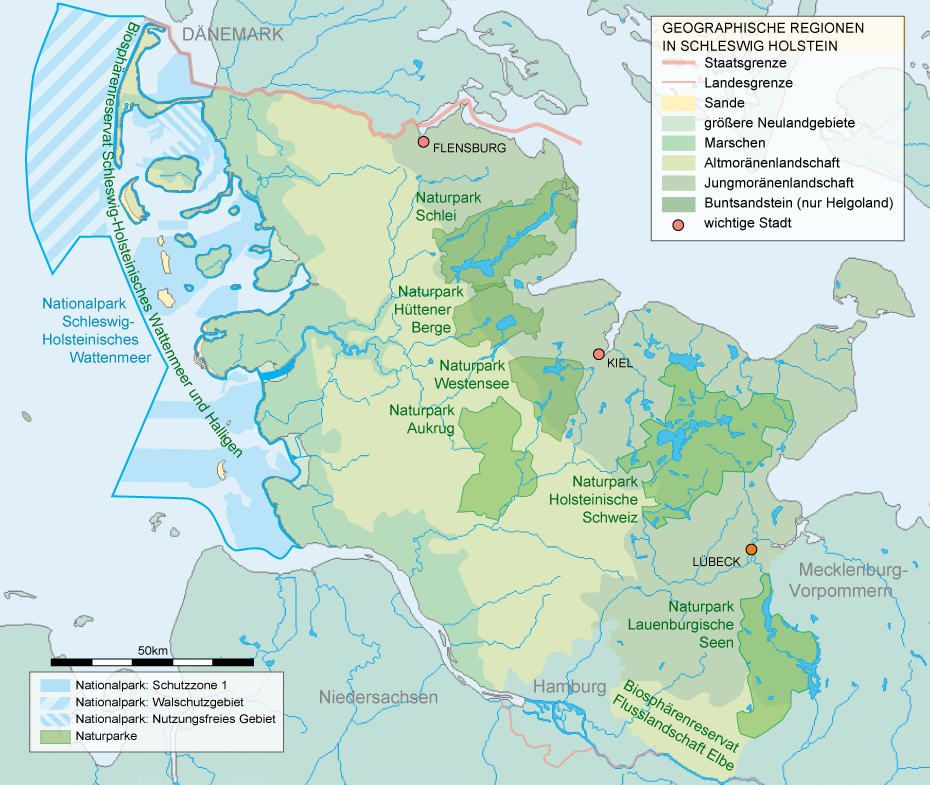
Parcs nationaux et naturels.
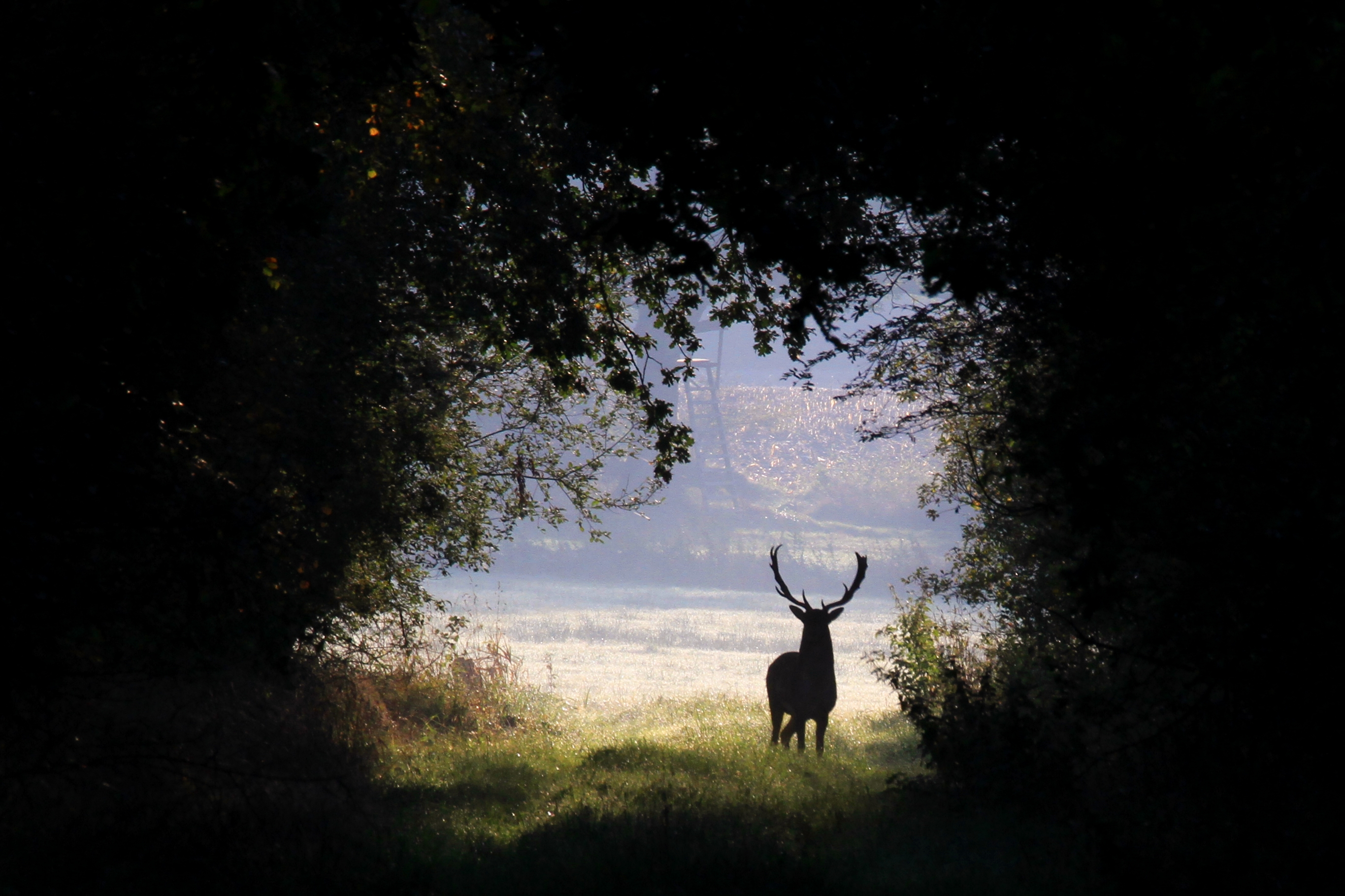
Un matin d'automne dans le Oberalsterniederung (de), réserve naturelle du Schleswig-Holstein. Octobre 2020.
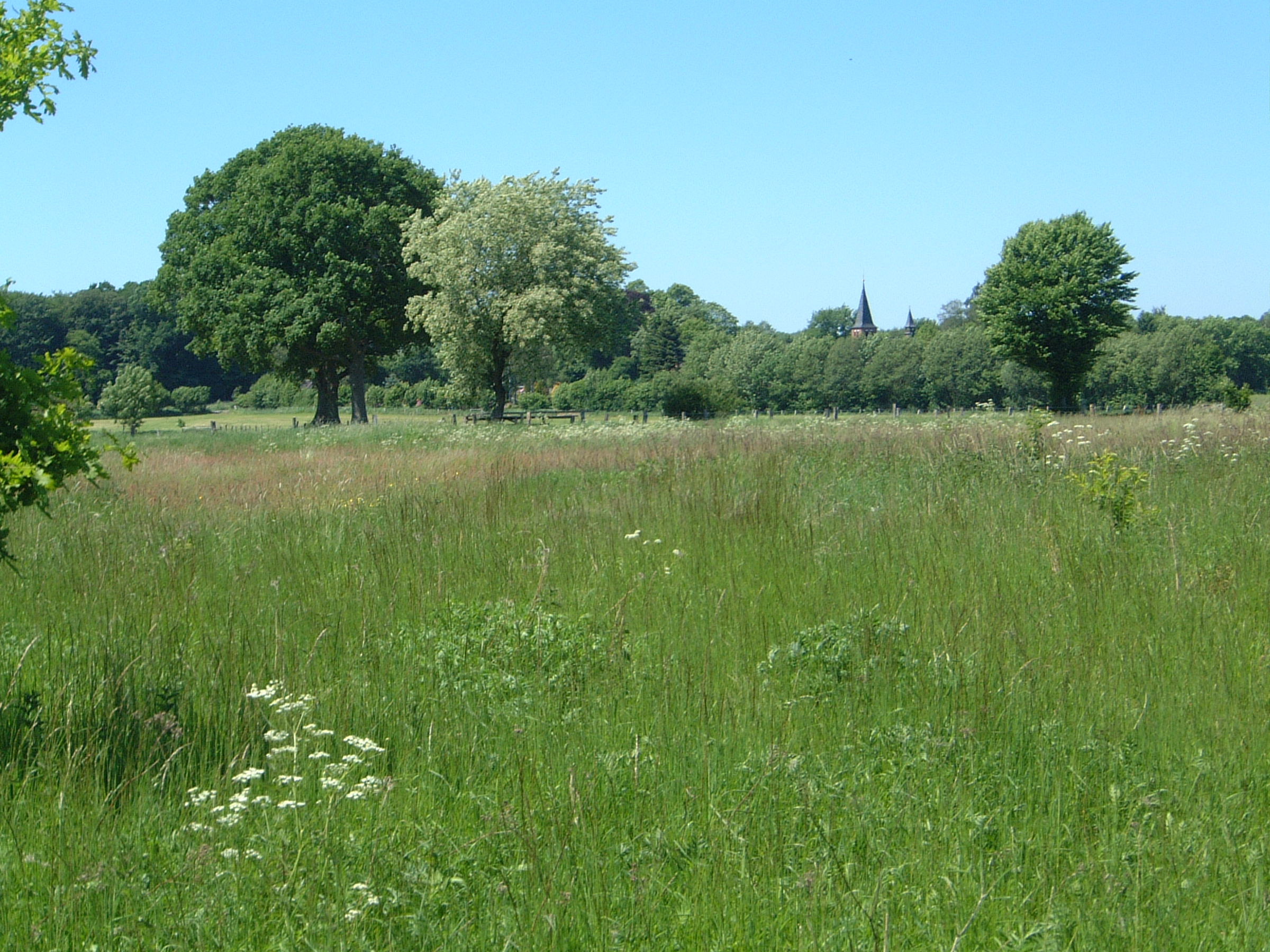
Aukrug, vue vers Innien.
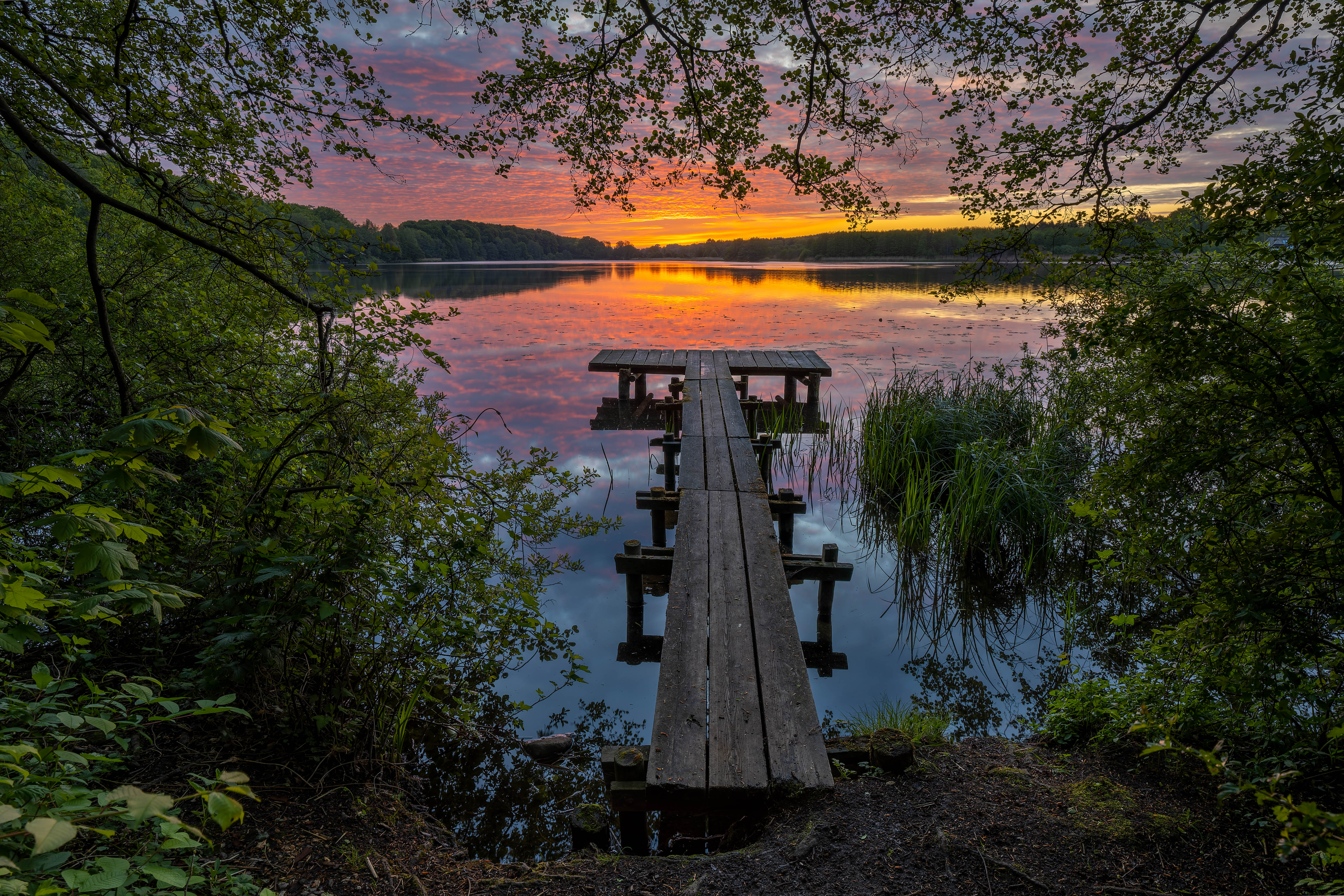
Lever de Soleil à Bossee, une réserve du réseau Natura 2000 dans le Schleswig-Holstein. Mai 2020.

## Histoire

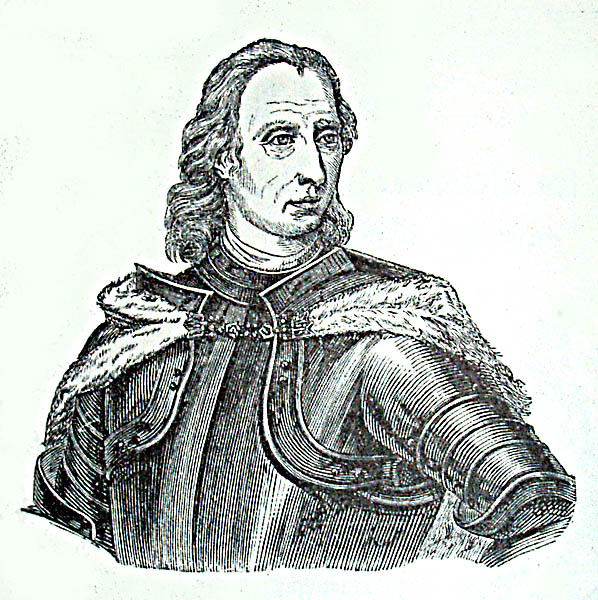
Christian Ier de Danemark.

L'histoire du Schleswig-Holstein est marquée par sa situation géographique entre les deux mers et surtout par la lutte d'influence entre Danois et Allemands. Le fleuve Eider, au nord du canal de Kiel, devient à partir du XIXe siècle la frontière naturelle entre Danois et Allemands. Le privilège accordé par l'empereur Frédéric Barberousse à la ville de Lübeck en 1188 sert de base à son ascension comme capitale de la Hanse au Moyen Âge. En 1362 (le 16 janvier) et en 1634 (11 et 12 octobre), deux grandes ondes de tempête (« Mandränke ») avalent près d'un quart du Land et font naître les îles de la côte ouest.
Le Schleswig est un fief danois alors que le Holstein est un fief d'Empire. Ce n'est qu'au traité de Ripen en 1460 que le Schleswig-Holstein, composé des duchés de Schleswig au nord et de celui de Holstein au sud, est définitivement constitué comme entité sous le règne de Christian Ier de Holstein, roi de Danemark et de Norvège. C’est de cette époque que date la devise du Land « op evig ungedeelt » (indivisibles pour l'éternité). Si les Danois affirment leur suzeraineté sur le pays jusqu'à son rattachement définitif en 1806 à la couronne danoise, leur politique d'annexion forcée provoque un certain nombre de troubles. En 1864, Bismarck obtient la collaboration de l'Autriche pour intervenir et repousser les Danois sur la presqu'île du Jutland : c'est la « guerre des Duchés ». À la suite de la convention de Gastein, le Danemark est contraint de céder ces territoires. Le Schleswig est alors administré par la Prusse et le Holstein par l'Autriche. En 1866, après la victoire de la Prusse sur l'Autriche (bataille de Sadowa), la fin de la Confédération germanique et la création de la confédération de l'Allemagne du Nord largement dominée par la Prusse, les deux territoires deviennent ensemble une province à part entière de la Prusse sous le nom de province du Schleswig-Holstein. En 1920, à l'issue du premier conflit mondial, un référendum est organisé dans le Schleswig central et septentrional, ayant pour résultat le retour du Schleswig septentrional au Danemark et la fixation définitive de la frontière germano-danoise.
En 1945, l'Allemagne est divisée en quatre zones d'occupation, la province du Schleswig-Holstein est alors placée dans la zone britannique (à l'exception d'une zone située à l'est de Ratzeburg qui fut attribuée à la zone d'occupation soviétique, et intégrée plus tard au Land est-allemand de Mecklembourg). Il retrouve son autonomie en 1949, lors de la réorganisation de l'État ouest-allemand en Länder. La Seconde Guerre mondiale n'a pas causé seulement l'anéantissement d'une partie importante du patrimoine de Kiel et de Lübeck, villes maritimes et portuaires importantes, mais a surtout modifié la structure de la population du Land. En effet, presque un million de réfugiés provenant des anciennes provinces de l'Est du Troisième Reich, chassés de leurs provinces de Poméranie et de Prusse-Orientale par la cession de ces territoires à la Pologne, se sont installés dans le Land après 1945 et pesaient plus d'un tiers de la population.

## Politique

### Généralité
Comme tous les Länder allemands, le Schleswig-Holstein dispose de sa propre Constitution (en allemand : Verfassung), promulguée en 1949. Elle institue un régime parlementaire dans lequel le gouvernement, dirigé par le ministre-président (en allemand : Ministerpräsident), est responsable devant le parlement régional, appelé Landtag.
Le Landtag compte 69 députés depuis 2005, élus pour cinq ans depuis 2000 au scrutin proportionnel de Sainte-Lagüe depuis 2012. Pour y entrer, les partis doivent recueillir au moins 5 % des voix. La Fédération des électeurs du Schleswig du Sud (SSW), qui représente la minorité danoise, est exemptée de ce seuil.

### Histoire politique

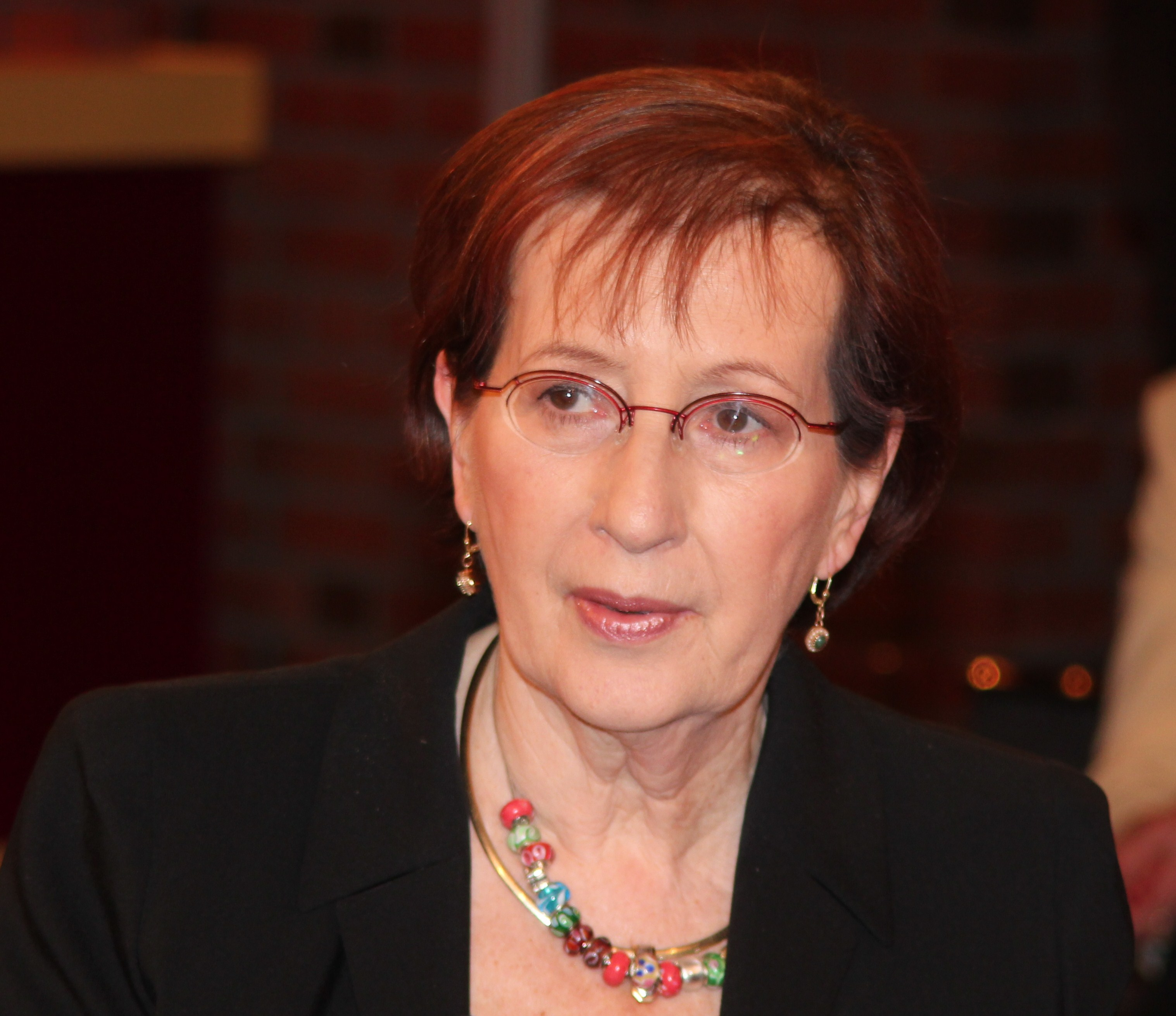
Heide Simonis, première femme chef de gouvernement en Allemagne.

Bien que la Constitution date de 1949, le Land est créé dès 1945 par les autorités d'occupation britannique. Il devient dès 1950 un bastion de l'Union chrétienne-démocrate d'Allemagne (CDU), qui gouvernera seule ou en coalition jusqu'en 1988. Les dix premières années sont marquées par une assez forte instabilité politique puisque huit gouvernements et six ministres-présidents se succèdent entre 1945 et 1954.
Le chrétien-démocrate Kai-Uwe von Hassel, porté à la tête du gouvernement en 1954, sera le premier à se succéder à lui-même à la suite des élections de 1958, puis de 1962. Il démissionne peu après, inaugurant huit ans de mandat de Helmut Lemke, à la tête d'une coalition avec les libéraux. C'est aux élections de 1971, pour lesquelles Lemke cède sa place à Gerhard Stoltenberg, que la CDU va véritablement asseoir sa domination sur le Land en remportant la majorité absolue des sièges au Landtag. Ce scénario se répète en 1975 puis 1979, faisant du Schleswig-Holstein le fief de Stoltenberg.
Lorsque ce dernier quitte le Land pour le gouvernement fédéral en 1982, il est remplacé par Uwe Barschel, âgé de tout juste 38 ans. Celui-ci conforte la position des chrétiens-démocrates au scrutin de 1983, avant de se perdre dans une affaire d'espionnage contre le social-démocrate Björn Engholm, au cours de la campagne pour les élections de 1987. L'affaire ayant été révélée à la veille du scrutin, la CDU perd beaucoup d'appuis et le Parlement régional se retrouve divisé entre 37 députés de centre-droit et autant de centre-gauche. Barschel se suicide quelques jours plus tard à Genève et un nouveau scrutin, organisé en 1988, est remporté par le SPD avec 54,9 % des voix, le plus haut score d'un parti dans le Land.
Engholm, reconduit en 1992, est contraint à la démission un an plus tard, pris dans ses contradictions concernant l'espionnage de Barschel. Il est alors remplacé par sa ministre des Finances, Heide Simonis, qui devient la première femme à diriger un gouvernement en Allemagne. En 1996, elle est contrainte de former une coalition avec les écologistes, dont elle assure la réélection aux élections de 2000 face à l'ancien ministre chrétien-démocrate de la Défense, Volker Rühe.
En 2005, la CDU, conduite par le député fédéral Peter Harry Carstensen, s'impose d'un siège face aux sociaux-démocrates mais ne peut former d'alliance avec le FDP, celle-ci ne totalisant que 34 députés sur 69. De son côté, la coalition de Simonis n'en détient que 33 mais croit pouvoir compter sur le soutien des deux élus du parti de la minorité danoise. Toutefois, lors du vote d'investiture, une voix manque systématiquement à la ministre-présidente pour être investie pour un quatrième mandat, et elle finit par renoncer à se succéder. Carstensen entame alors des négociations avec le SPD et forme une grande coalition dont il prend la tête le 27 avril 2005.
Le scrutin suivant a eu lieu le 27 septembre 2009, de manière anticipée, du fait de la rupture de la grande coalition entre les chrétiens-démocrates et les sociaux-démocrates, qui disposaient ensemble de 59 sièges. Lors de ce scrutin, pas moins de 95 députés ont été élus, à cause des mandats supplémentaires obtenus par la CDU.
À l'issue de ces élections, le ministre-président sortant, le chrétien-démocrate Peter Harry Carstensen, a pu former une coalition noire-jaune associant son parti aux libéraux-démocrates et disposant d'une majorité absolue de 49 élus. Toutefois, à la suite d'un recomptage des votes, les libéraux ont perdu un député au profit du parti de gauche Die Linke. De plus, la Cour constitutionnelle a estimé, le 30 août 2010, à la suite d'une plainte des Verts et du parti de la minorité danoise, que la loi électorale était contraire à la Constitution de 1949 et que celle-ci devait être modifiée avant l'organisation d'élections régionales anticipées au 30 septembre 2012 au plus tard. La date de ce scrutin, auquel Carstensen ne se représentera pas après deux mandats inachevés, a été fixée au 6 mai 2012.
À l'occasion de ces élections, la CDU et le SPD ont remporté 22 députés, sur 69, chacun, les chrétiens-démocrates arrivant de justesse en tête en nombre de voix. Le scrutin a vu l'émergence du Parti pirate allemand, qui a obtenu 6 sièges. Le chef de file des sociaux-démocrates, alors bourgmestre de Kiel, Torsten Albig, a alors négocié la formation d'une « coalition en feu tricolore danoise », qui réunit les sociaux-démocrates, les Verts, la SSW et compte 35 élus, soit juste la majorité absolue. C'est la première fois, depuis 1946, que la SSW est invitée à participer au gouvernement régional.

### Vie politique récente
Les élections régionales du 7 mai 2017 confirment la majorité relative de la CDU, tandis que le SPD recule et que les Grünen stagnent. En conséquence, la coalition sortante est mise en minorité. Le chrétien-démocrate Daniel Günther parvient alors à former une « coalition jamaïcaine » l'unissant aux écologistes et au FDP. Il prend la suite d'Albig — qui met un terme à sa vie politique — le 28 juin.

## Économie
Le Schleswig-Holstein est actuellement l’une des premières régions touristiques allemandes. Si à côté du tourisme, l’agriculture (élevage de bovins et porcins, blé) et les activités maritimes (chantiers navals, transport maritime) jouent toujours un rôle important, l’implantation d’industries de pointe (par exemple de techniques médicales ou de sous-traitance automobile) et la création d’unités de recherche ont modernisé l’économie du Land. Toutefois la richesse du Land est mal répartie : la zone d’attraction de Hambourg, où réside un tiers de la population du Schleswig-Holstein est une zone de croissance de premier ordre, tandis que la côte ouest et la région limitrophe du Danemark (Flensbourg) connaissent une activité en déclin.
Le taux de chômage du Land (9,7 % en 2003) se situe dans la moyenne nationale mais reste légèrement supérieur à celui des anciens Länder. Si le Schleswig-Holstein a rattrapé dans la dernière décennie une partie de son retard économique par rapport à la moyenne nationale, il est depuis 2003 touché davantage par la conjoncture économique.

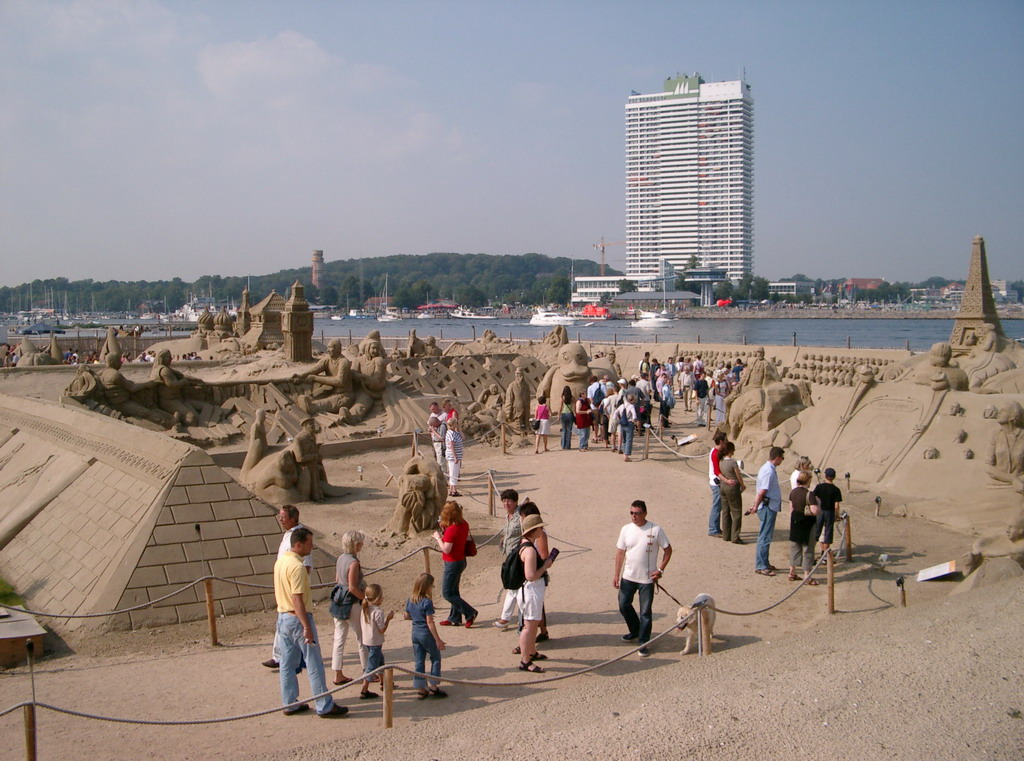
Activité de plage.
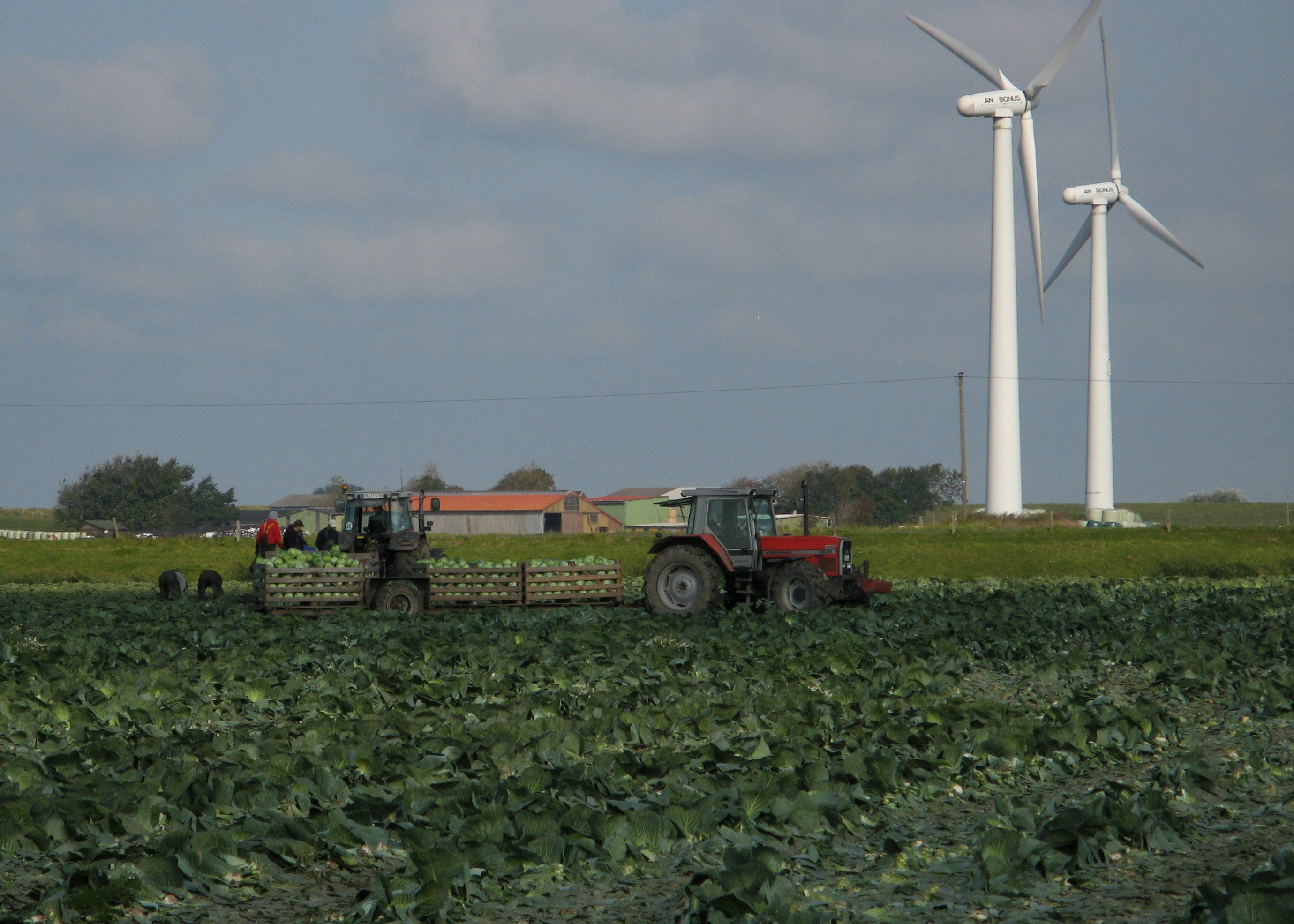
Agriculture et énergie.
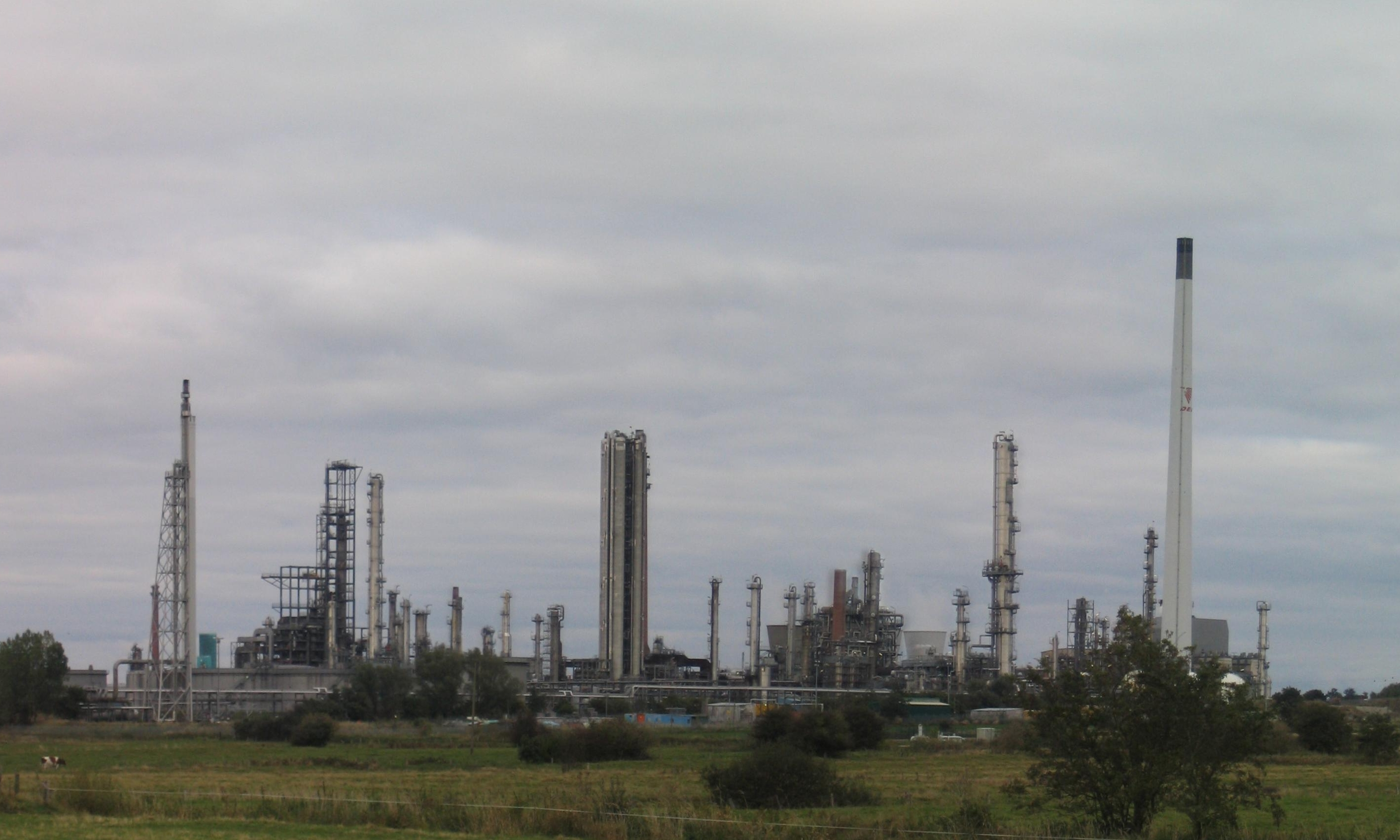
Raffinerie de Hemmingstedt.
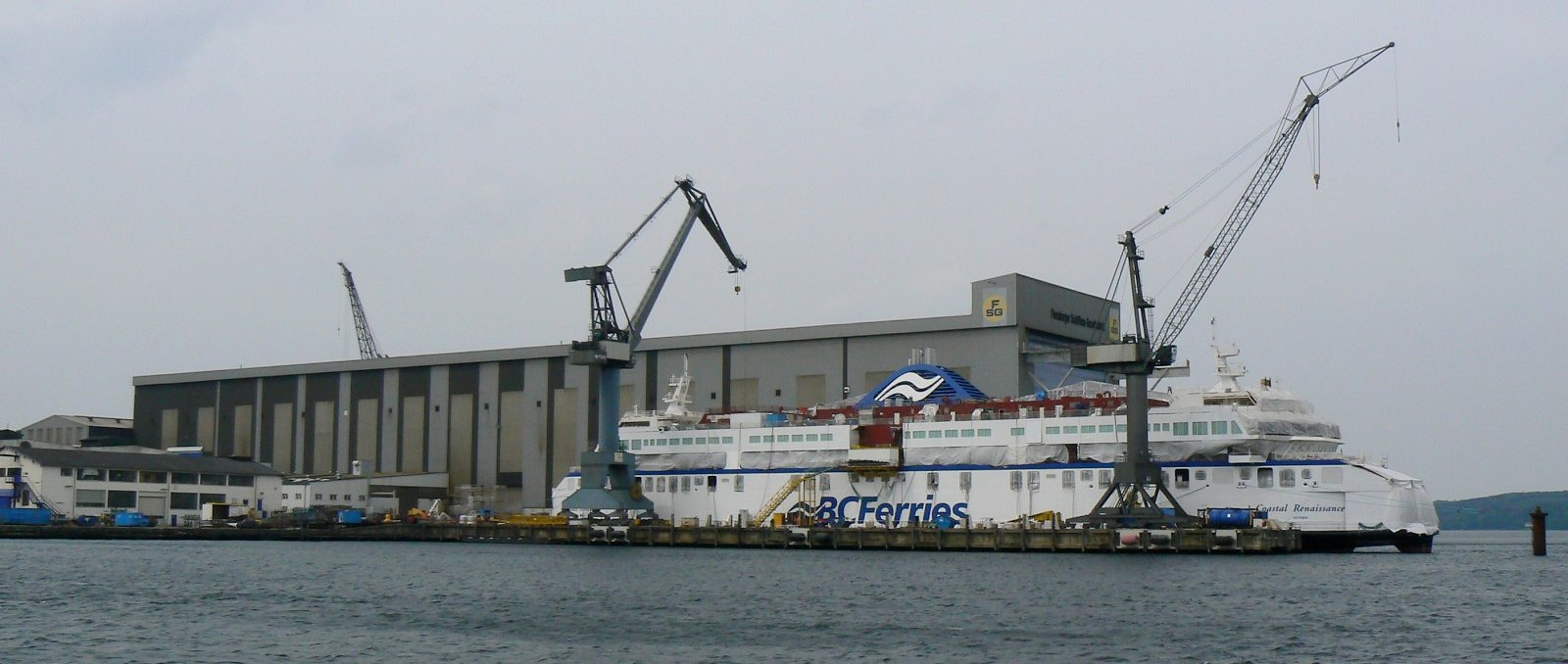
Chantier naval à Flensburg.
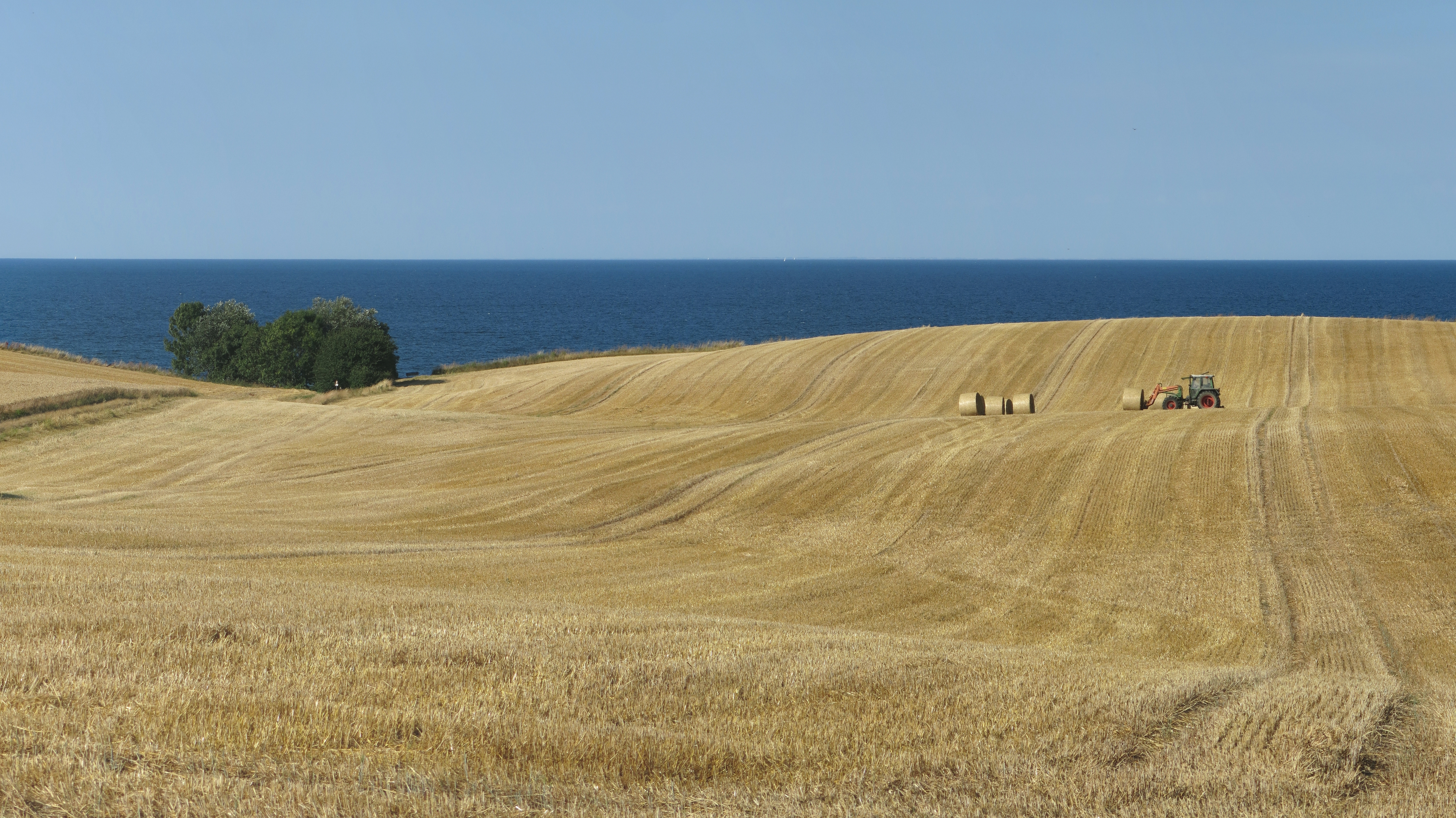
La récolte dans le Dänischer Wohld (de) sur la côte de la Baltique dans le Schleswig-Holstein. Juillet 2018.

## Sport
| Club                   | Sport    | Ligue        | Stade/enceinte   | Date de fondation |
| ---------------------- | -------- | ------------ | ---------------- | ----------------- |
| THW Kiel               | handball | 1.Bundesliga | Sparkassen-Arena | 1904              |
| SG Flensburg-Handewitt | handball | 1.Bundesliga | Flens-Arena      | 1990              |
| Kieler SV Holstein     | football | 2.Bundesliga | Holstein-Stadion | 1900              |

## Recherche
Le Schleswig-Holstein recense deux instituts de recherche de la Communauté Helmholtz, et quatre instituts de la Communauté Leibniz. Les sociétés Max-Planck et Fraunhofer disposent respectivement d'un et deux organismes dans le Land.
L’innovation est un point important pour la position économique du Land. Les points forts dans l'enseignement et la recherche au Schleswig-Holstein sont l'océanographie et les sciences de la terre, les nanotechnologies et la science des surfaces. La médecine est également un thème porté par le Land, notamment en ce qui concerne le cerveau, les systèmes hormonal et comportemental, les infections et les inflammations, ainsi que la biomédecine.
Le budget global pour la recherche publique et privée du Land s’élevait en 2013 à 1,198 Mrd€, en forte progression depuis une décennie (743 Mio€ en 2001). Les dépenses de R&D représentaient la même année 1,4 % du PIB du Land. Au niveau structurel, la science et l’information sont déjà à un niveau bien avancé au Schleswig-Holstein. Les services, le commerce et les transports sont donc devenus la nouvelle priorité du gouvernement du Land. Dans le futur, la croissance, l’emploi et la compétitivité seront le résultat de la force d’innovation des entreprises et de leurs collaborateurs. C’est pourquoi la formation, la science et la recherche sont prioritaires, essentiellement dans les domaines de l’océanographie, la géologie, l’écologie, l’environnement, la médecine, et l’économie.

## Culture
Pour se mieux faire connaître à l’étranger, le Schleswig-Holstein organise depuis quinze ans en été le « Schleswig-Holstein Festival », le plus important festival international de musique classique en Europe. De nombreuses personnalités qui ont marqué le patrimoine culturel et politique de l'Allemagne sont originaires du Schleswig-Holstein comme le compositeur Carl Maria von Weber, le peintre Emil Nolde, les écrivains Friedrich Hebbel et Theodor Storm et surtout les grands romanciers allemands du XXe siècle, les frères Thomas Mann et Heinrich Mann, nés à Lübeck. De même, d'importants hommes politiques y ont des racines : Willy Brandt, ancien chancelier fédéral, à Lübeck, son successeur Helmut Schmidt et enfin Otto von Bismarck, premier chancelier de l'Empire allemand. C'était aussi la région d'adoption de la poétesse Sarah Kirsch de 1983 jusqu'à sa mort en 2013.
C'est aussi dans ce Land que se déroule chaque année le Wacken Open Air, un des plus grands festivals de metal d'Europe.

### Langues

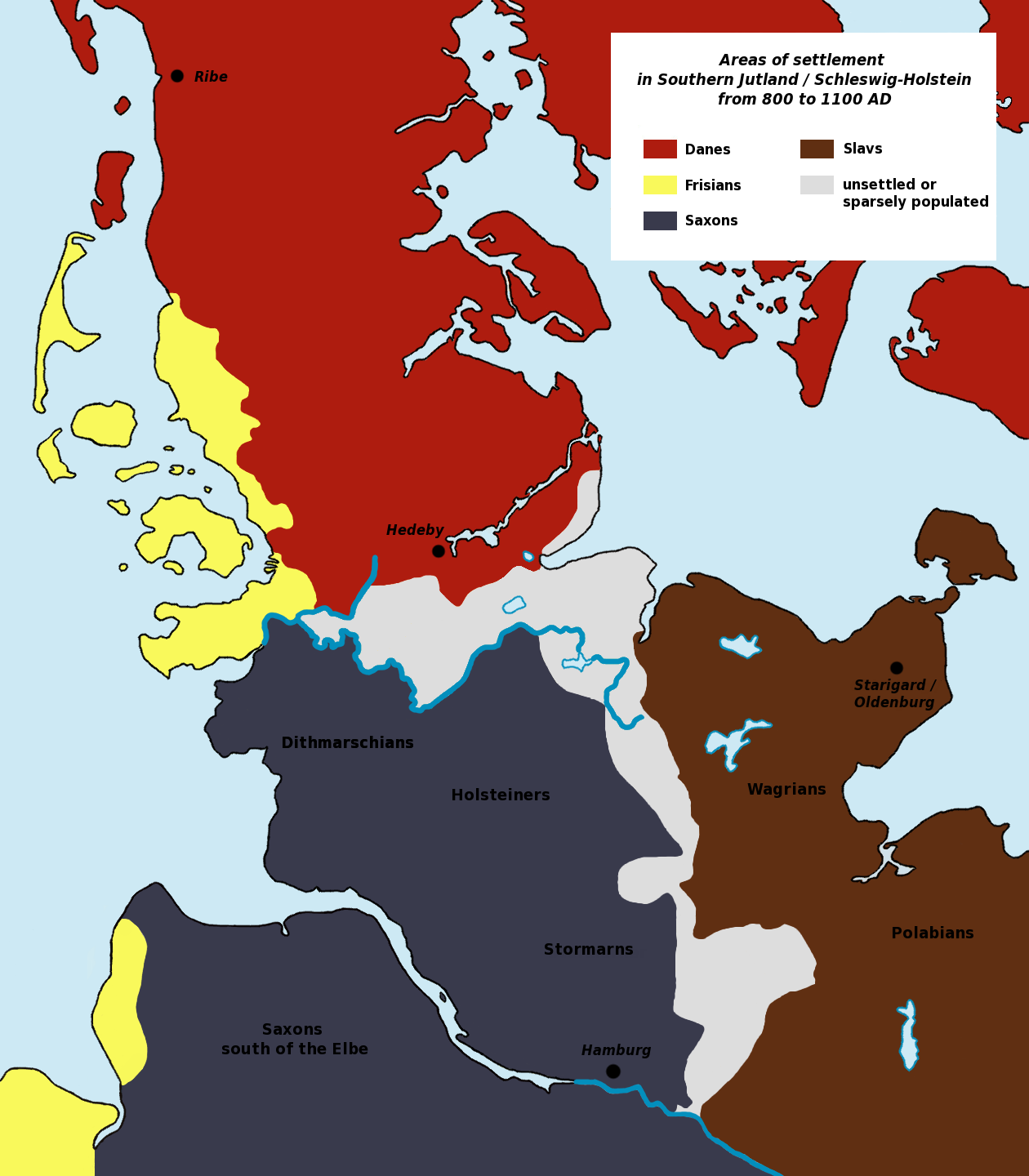
Peuplement dans la zone du Schleswig-Holstein actuel (800-1100).

L'allemand est la langue officielle. Le haut-allemand introduit au XVIe siècle pour un besoin officiel principalement, est aujourd'hui largement utilisé.
Sont également parlés le bas allemand, le danois et le frison septentrional qui ont un statut légal et sont soutenus par l'État.
Le bas allemand, le danois (en Schleswig), et le frison septentrional (en Schleswig) sont un héritage de l'histoire. Le bas allemand est parlé dans de nombreuses parties de l'État, un pidgin composé de bas allemand et d'allemand standard (Missingsch) est lui aussi largement utilisé.
Le danois est parlé par la minorité danoise du Sud-Schleswig, et le frison par les Frisons sur la côte de la mer du Nord ainsi que les Îles frisonnes septentrionales du Sud-Schleswig. Le dialecte frison parlé sur l'île d'Heligoland est nommé heligolandais.